# IPad (3-го покоління)
iPad 3-го покоління (представлений як The new iPad, відоміший як iPad 3 або iPad HD) — інтернет-планшет, що випускається компанією Apple. Був представлений 7 березня 2012 на презентації Apple в Сан-Франциско. Планшет став трохи більший за розмірами ніж попередник, водночас трохи важчим, оснащений потужнішим процесором, яскравішим екраном та має вчетверо більшу роздільну здатність, кращою камерою і батареєю більшої ємності. Цим поколінням планшета Apple робить спробу створити пристрій, який би замінив ПК, включивши редагування фото і відео, а також графіку, відповіднішу для ПК.

## Технічні характеристики

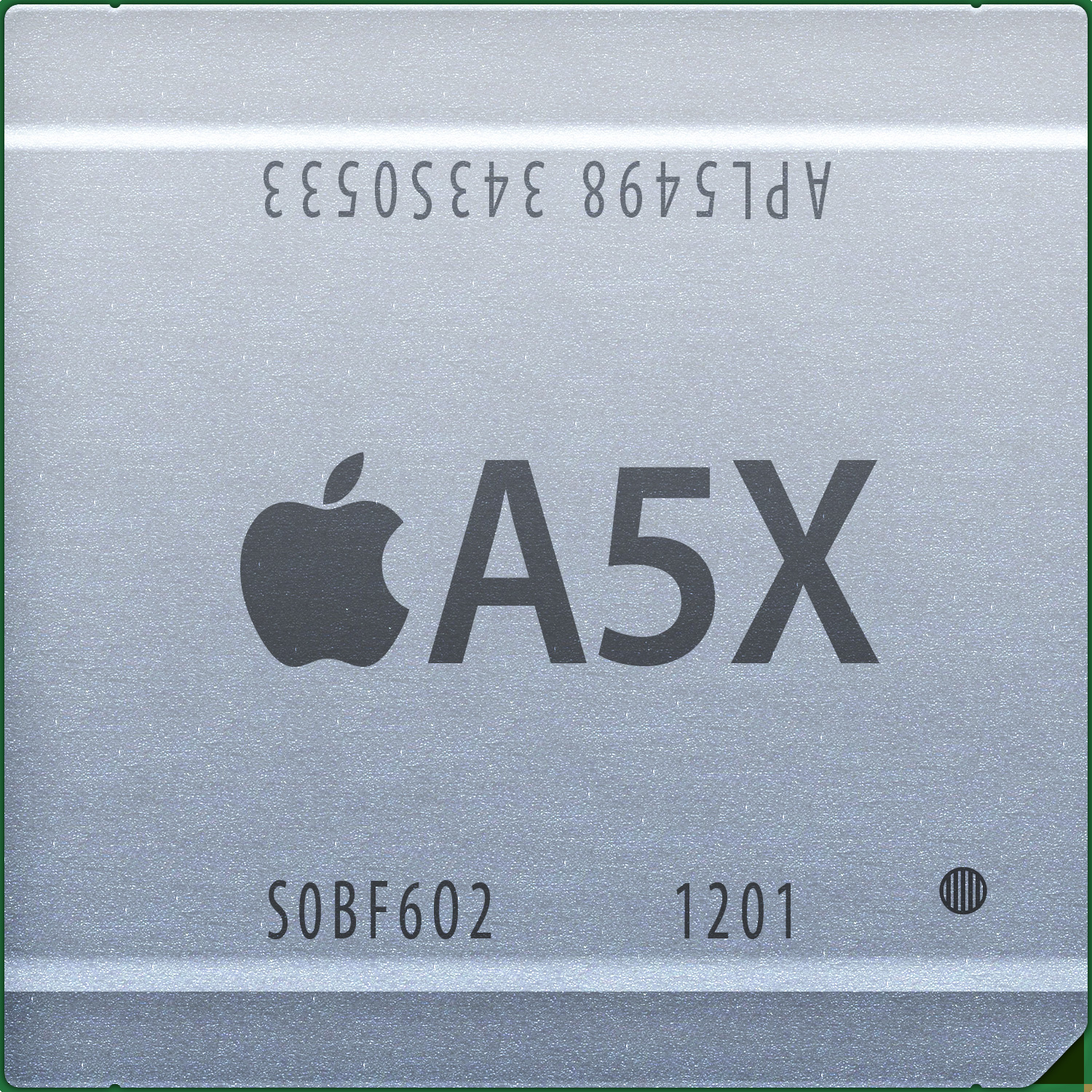
Процесор А5Х

| Модель             | Wi-Fi                                                                                       | Wi-Fi + 3G + 4G                                                                             |
| ------------------ | ------------------------------------------------------------------------------------------- | ------------------------------------------------------------------------------------------- |
| Дата представлення | 7 березня 2012 року                                                                         | 7 березня 2012 року                                                                         |
| Дата випуску       | 16 березня 2012 року                                                                        | 16 березня 2012 року                                                                        |
| Дисплей            | Retina дисплей 2048x1536 пікселів зі світлодіодною підствіткою та стійким робочим покриттям | Retina дисплей 2048x1536 пікселів зі світлодіодною підствіткою та стійким робочим покриттям |
| Процесор           | A5X 1 Ггц Dual-core система на чипі                                                         | A5X 1 Ггц Dual-core система на чипі                                                         |
| Пам'ять            | Незмінна, 16, 32, 64 Гб                                                                     | Незмінна, 16, 32, 64 Гб                                                                     |
| Екологічні датчики | Акселерометр, датчик розсіяного світла, магнітометр (для цифрового компасу)                 | Акселерометр, датчик розсіяного світла, магнітометр (для цифрового компасу)                 |
| Операційна система | iOS 5                                                                                       | iOS 5                                                                                       |
| Батарея            | Вбудована літіо-полімерна батарея                                                           | Вбудована літіо-полімерна батарея                                                           |
| Вага               | 652 грамів                                                                                  | 662 грамів                                                                                  |
| Розміри            | 241.2 × 185,7 × 9.4 мм                                                                      | 241.2 × 185,7 × 9.4 мм                                                                      |
| Механічні клавіші  | Додому, очікування, скасування автоповороту екрану, регулювання звуку                       | Додому, очікування, скасування автоповороту екрану, регулювання звуку                       |

## Ціни
Вартість моделей iPad 3-го покоління в США:
|                 | 16GB | 32GB | 64GB |
| --------------- | ---- | ---- | ---- |
| Wi-Fi           | $499 | $599 | $699 |
| Wi-Fi + 3G + 4G | $629 | $729 | $829 |

## Хронологія
| Хронологія моделей iPad                     |
| ------------------------------------------- |
| Див. також: Хронологія продуктів Apple Inc. |

Джерело: Apple Newsroom Archive.